# بنو مهلهل (یمن)
 بنو مهلهل  روستایی است در عزلهٔ (بیت الأسدی)، در ناحیهٔ (الضالع)، از توابع استان مَحویت در کشور یمن در شبه جزیره عربستان. 

## جمعیت
جمعیت آن ۳۵۷ نفر (۱۱ خانوار) می‌باشد.